# 捜狗拼音輸入法
捜狗拼音輸入法（中国語: 搜狗拼音输入法、英語: Sogou Pinyin Input Method）はコンピューターおよび携帯電話への中国語入力システム（IME）のひとつで、中国の企業・捜狐の有力検索エンジンである捜狗が提供する拼音（ピンイン）によるものである。

## 歴史
捜狐はマサチューセッツ工科大学を卒業した張朝陽が中国に帰国して1995年に設立した企業で、1998年に検索エンジン・捜狗を提供し、2003年にはこれを第三代へと発展させた。2006年には捜狗ピン音入力方法を提供開始し、2013年には捜狗百科も発表し、またテンセント（騰訊）との提携もしている。捜狗輸入法は中国でもっとも多く使われている中国語入力方法で、その歴史は次の通り。
- 2006年6月：「捜狗輸入法」を発表。
- 2009年6月：捜狗ピン音入力方法の三周年。艾瑞コンサルティング（iSearch）の調査によると、捜狗輸入法は使用者の79.7パーセントを獲得。
- 2009年11月：「クラウド型捜狗ピン音入力方法」を発表。
- 2010年3月：「捜狗輸入法5.0」を発表。

## 利用者
利用者は中国大陸、香港、マカオ、台湾、その他世界の中国語話者に広がっている。